# Liquor Store Blues
Liquor Store Blues é uma  canção do cantor norte-americano Bruno Mars para o seu álbum de estreia Doo-Wops & Hooligans. Conta com a participação de Damian Marley e foi lançado como primeiro single promocional do álbum em 21 de Setembro de 2010. A canção estreou na posição 97 da Canadian Hot 100 em 1 de outubro de 2010.

## Composição e Lançamento
A canção foi composta por Mars, Damian Marley, Philip Lawrence, Ari Levine, Dwayne Chin-Quee, Mitchum Chin e Thomas Pentzt. Foi lançado no iTunes Store em 21 de setembro de 2010.

## Faixas
| Download digital |                      | |         |  |
| N.º              | Título               | Compositor(es)                                                                                         | Duração |  |
| 1.               | "Liquor Store Blues" | Bruno Mars, Damian Marley, Philip Lawrence, Ari Levine, Dwayne Chin-Quee, Mitchum Chin e Thomas Pentzt | 3:49    |  |
| Duração total:   | Duração total:       | Duração total:                                                                                         | 3:49    |  |

## Desempenho nas paradas musicais

### Posições
| Tabela musical (2010)     | Melhor posição |
| ------------------------- | -------------- |
| Canadá - Canadian Hot 100 | 97             |